# Proceedings of the London Mathematical Society
Proceedings of the London Mathematical Society is een internationaal, aan collegiale toetsing onderworpen wetenschappelijk tijdschrift op het gebied van de wiskunde.
De naam wordt in literatuurverwijzingen meestal afgekort tot Proc. Lond. Math. Soc.
Het tijdschrift is opgericht in 1865.
Het wordt uitgegeven door Oxford University Press namens de London Mathematical Society.
Het verschijnt 6 keer per jaar.